# Archanes
Archanes (griechisch Αρχάνες (f. pl.)) ist ein Gemeindebezirk der Gemeinde Archanes-Asterousia auf Kreta. Archanes liegt etwa zwölf Kilometer südlich von Iraklio am Fuß des Berges Giouchtas. Archanes beherbergt rund 5000 Einwohner und besteht aus den Ortschaften Kato Archanes und Epano Archanes (Ano Archanes) mit fünf weiteren kleinen Siedlungen.
Das 1925 als Landgemeinde (kinotita) anerkannte Epano Archanes wurde 1947 zur Stadtgemeinde (dimos) erhoben und in Archanes umbenannt. 1997 wurde Kato Archanes eingemeindet. Diese Gemeinde wurde zum 1. Januar 2011 Teil der neu geschaffenen Gemeinde Archanes-Asterousia, in der Archanes seither einen Gemeindebezirk bildet.

## Geschichte
Die Silbe „Arch“, auch „Ach“, scheint auf Wasser zu verweisen, und tatsächlich hat Archanes einen kleinen Fluss und viel Wasser und dies wohl auch schon im Altertum. Der Hausberg Giouchtas (811 m) wird wegen seines Profils als Grab des Zeus bezeichnet. Der Name Giouchtas stammt aus venezianischer Zeit und soll auf „Jupiter“ zurückgehen. Im Altertum hieß er Ίυττός.
Die Ausgrabungen und Funde in Archanes und Umgebung zeigen, dass der Ort schon in minoischer Zeit im 16. Jahrhundert v. Chr. dicht bewohnt war. Ein dreistöckiger Palast wurde mitten im Ort ausgegraben, allerdings nur zu einem kleinen Teil; unter den Häusern von Archanes werden weitere Gebäude vermutet. Auf dem minoischen Friedhof Fourni – zwischen Kato und Ano Archanes – wurden elfenbeinerne Idole und Schnitzereien gefunden, was für Beziehungen mit Syrien und Ägypten spricht.
Südlich des Giouchtas liegt das minoische Gut Vathypetro mit gut erhaltener Öl- und Weinpresse, der ältesten Kretas. Auf dem „Kinn“ des Giouchtas, dem nördlichen Kamm bei den Anemospilia, den „Windhöhlen“, entdeckte das Archäologen-Ehepaar Sakellarakis einen kleinen Tempel, der wahrscheinlich durch ein Erdbeben genau in dem Moment zerstört wurde, als dort ein Menschenopfer vollzogen wurde.
Aus byzantinischer Zeit gibt es in Archanes und Umgebung einige Kirchen. Unter den Venezianern wurde das Aquädukt an der Straße nach Knossos angelegt, das Iraklio mit Wasser vom Giouchtas versorgte. Die Osmanische Zeit hinterließ die „Tourkogitonia“, das Türkenviertel, in dem damals überwiegend Türken lebten.
Nachdem in den ersten beiden Jahrzehnten des 20. Jahrhunderts viele Archanioten ausgewandert waren, zogen nach 1922 viele Griechen zu, die aus Kleinasien vertrieben worden waren. Sie siedelten vor allem im Westteil am Fuß des Giouchtas, im Viertel Synikismos.

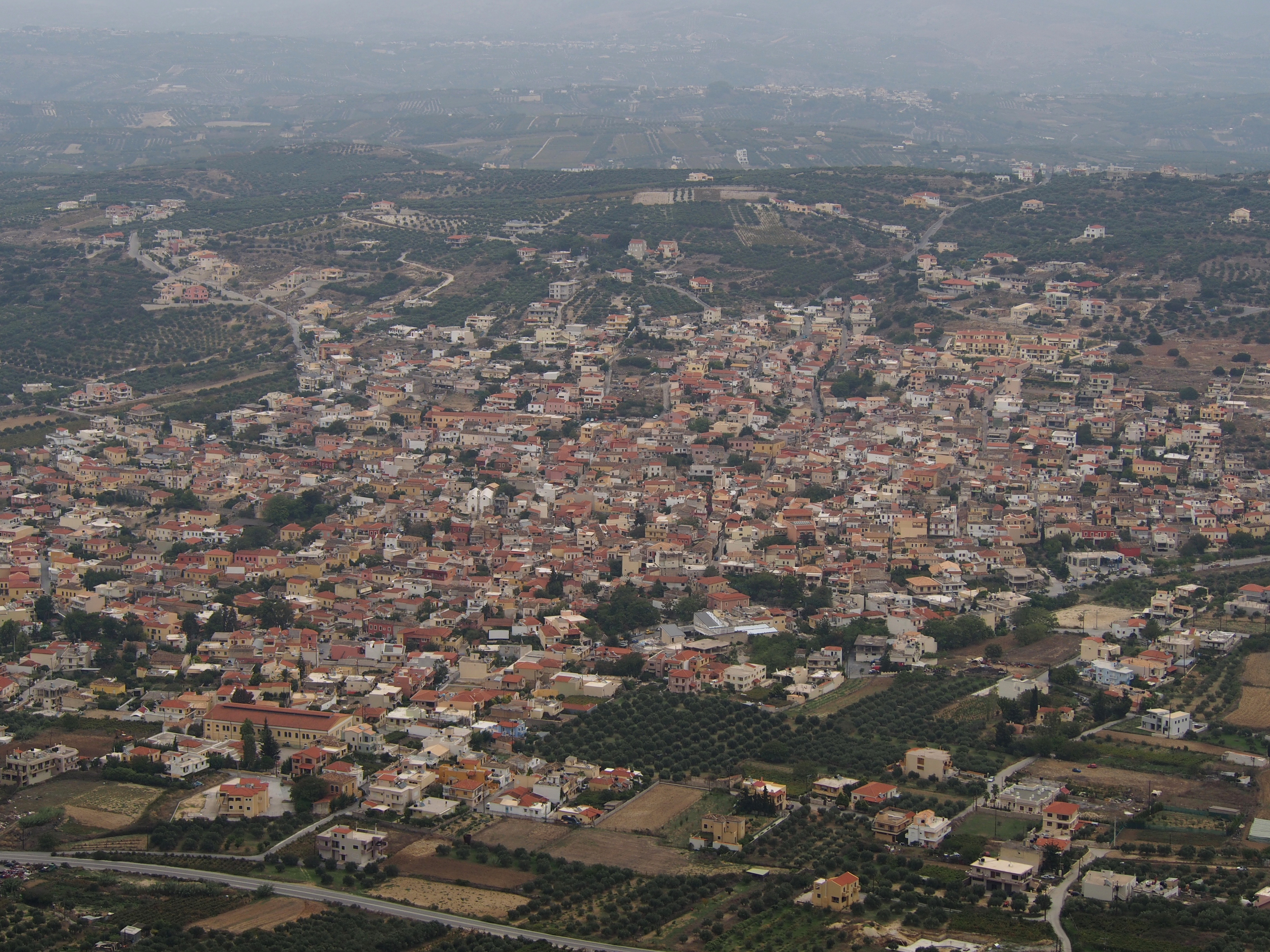
Archanes

In den folgenden Jahren wurde die Schule am Ortseingang fertiggestellt, Archanes elektrifiziert (1926), ein Winterkino eröffnet, das erste Netz zur Wasserversorgung eingerichtet (1927) und die Landwirtschaftliche Genossenschaft gegründet (1931).
Während der Deutschen Besatzungszeit war in Archanes die Kommandantur der 22. Infanterie-Division stationiert sowie ein provisorisches Militärkrankenhaus. Die Entführung des deutschen General Kreipe, eine der spektakulärsten Widerstandsaktionen, nahm am 26. April 1944 in der Nähe von Archanes ihren Ausgang.

## Wirtschaft und Infrastruktur
Archanes lebt vom Wein- und Olivenanbau, der Weiterverarbeitung und Vermarktung. Beide Produkte machen, jeweils etwa zur Hälfte, 96 % der landwirtschaftlichen Erzeugnisse aus. Trauben werden für Tafeltrauben, Rosinen und zur Weinherstellung angebaut. Die 1931 gegründete Landwirtschaftliche Kooperative Archanes ist eine der ältesten Griechenlands, ihr gehören 1119 Mitglieder an. Je ein Viertel der Weinproduktion wird nach Deutschland, Frankreich und in die Niederlande exportiert, die übrige Produktion wird größtenteils im Inland vermarktet. Seit Ende der 1990er-Jahre wird versucht, Teile des Weinanbaus schrittweise auf biologischen und integrierten Anbau umzustellen, beginnend beim Anbau von Tafeltrauben. Initiiert von der Gemeinde wurde dafür 2003 eine Non-Profit-Organisation für integrierten Landbau gegründet, deren 165 Mitglieder Erzeuger von Tafeltrauben sind. Drei Betriebe beschäftigen sich mit der Verarbeitung und dem Vertrieb von Kräutern, Gewürzen, Pilzen und traditionellen Produkten.

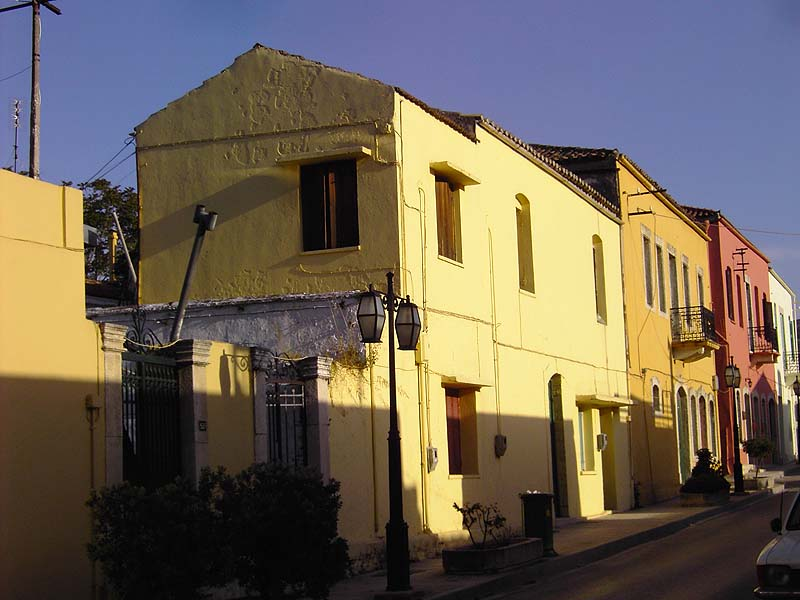
Straße in Archanes

Die Gemeinde hat beträchtliche Anstrengungen unternommen, um, mit Unterstützung von EU-Programmen, das Ortsbild und die Lebensqualität aufzuwerten. So wurden zahlreiche Herrenhäuser (Archontika) restauriert, Hausanstriche und handgemalte Ladenschilder gefördert, ein Volkskunde- und ein Archäologisches Museum eingerichtet und durch Ortssatzungen sichergestellt, dass Neubauten architektonisch angepasst errichtet werden. So sind beispielsweise für Neubauten Ziegeldächer vorgeschrieben, andernfalls erhält das Haus keinen Stromanschluss.
Die Gemeinde wurde hierfür mit dem zweiten Platz beim Wettbewerb der Europäischen Union für Agrarentwicklung und Aufwertung von Dörfern Europäisches Dorf 2000, dabei erster Platz in der Kategorie für ein integriertes und nachhaltiges Wachstum exzellenter Qualität, und dem Goldenen Umweltpreis 2001 Eleftherios Platakis der Universität Kreta für Maßnahmen zum Umwelt- und Naturschutz und zur Pflege der Bausubstanz ausgezeichnet.
Durch diese Aktivitäten und wegen der archäologischen Funde in und um Archanes wurde der Ort touristisch interessant, so dass neue Hotels und Pensionen eröffnet werden. Durch Zuzug steigt die Einwohnerzahl des Ortes und die Baubranche wächst durch zahlreiche Neubauten und Restaurierungsarbeiten.

### Verkehr
Die alte Straßenanbindung von Iraklio nach Archanes führt an Knossos und dem venezianischen Aquädukt vorbei. Eine neue, autobahnähnlich ausgebaute Straße (Viomichaniki, „Industriestraße“ genannt) zweigt von der New Road in der Nähe des Flughafens ab und führt durch die Industriezone Iraklios nach Archanes. Über Patsides, an der Straßeneinmündung mit einer markanten Skulptur, die an die Kreipe-Entführung erinnert, führt die Straße durch Kato Archanes nach Ano Archanes. Seit 2007 existiert eine Umgehungsstraße, die kurz vor der Ortseinfahrt nach Ano Archanes den Ort westlich umfährt und am Südhang des Giouchtas wieder auf die Ortsdurchgangsstraße stößt.
Nach Iraklio fahren stündlich Busse, die Fahrtzeit beträgt etwa eine halbe Stunde.

### Öffentliche Einrichtungen
In Archanes ansässig ist die Anaptyxiaki Irakliou (griechisch Αναπτυξιακή Ηρακλείου Α.Ε., „Entwicklungs-AG von Iraklio“), eine Aktiengesellschaft, die für die gesamte Präfektur von Iraklio zuständig ist. Ihre Anteile werden gehalten von 24 Gemeinden der Präfektur, der TEDK, sieben landwirtschaftlichen oder kleinindustriellen Genossenschaften und einer Bank. Zu ihren Aufgaben gehört die Unterstützung der lokalen Selbstverwaltung, Wachstumsplanung, Management von nationalen und EU-Projekten, technische Hilfe in den Bereichen Weiterbildung und Verbesserung der Lebensqualität sowie Initiativen im Bereich des Umweltschutzes, der Bewahrung des kulturellen Erbes und der Kooperation innerhalb der Region.

### Kultur
Ano Archanes verfügt über ein kommunales Sommerkino Paradissos, das Mitglied des Netzes der Sommerkinos des Kultusministerium ist. Konzerte und Theateraufführungen finden im Sommer im Schulhof der alten Grundschule, im Winter in der Aula der neuen Grundschule statt. In Kato Archanes, in der Nähe der Nekropole Fourni, wurde im Juni 2008 ein Freilichttheater eröffnet. Verschiedene Bildungs- und Kulturvereine bieten regelmäßig Veranstaltungen und Exkursionen an.
Die Gemeinde Archanes, der Bildungsverein, das Zentrum für offene Altenarbeit (KAPI) und die Pfarrgemeinde haben insgesamt mehr als 50 Bücher und Broschüren über die Geschichte, die Gebäude und die Überlieferungen des Ortes herausgegeben. Ein beträchtlicher Anteil dieser Veröffentlichungen vor allem zur jüngeren Geschichte und zur Volkskunde wurde von den beiden ehemaligen Lehrerinnen Eleni Doundoulaki und Irini Tachataki verfasst.

### Sport
Archanes verfügt über einen Fußballplatz mit Basketballfeld und 300 Zuschauerplätzen sowie über eine Sporthalle mit 650 Zuschauerplätzen mit einem angeschlossenen Sportstudio, das von Einwohnern der Gemeinde kostenfrei genutzt werden kann.

## Tourismus und Sehenswürdigkeiten

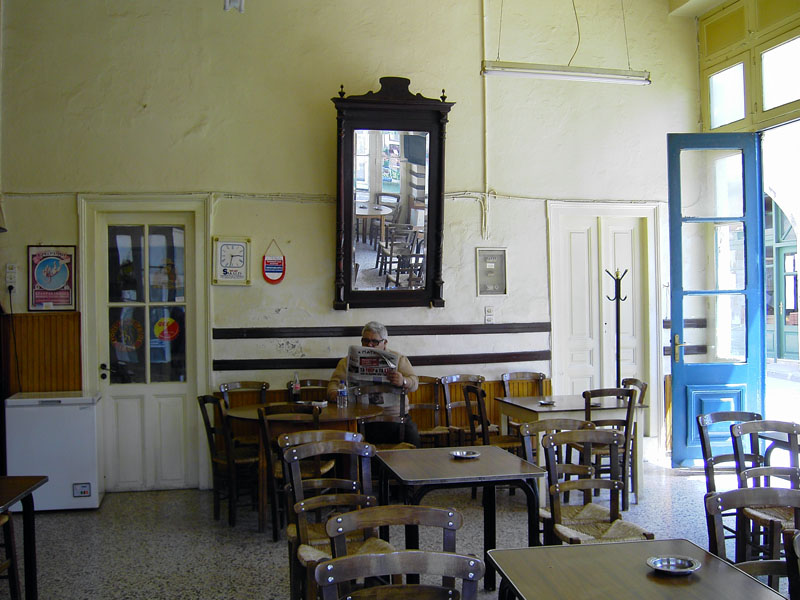
Kafenio „Knossos“ von 1928 in Archanes

Archanes verfügt über sieben Hotels bzw. traditionelle Gästehäuser mit zusammen etwa hundert Betten (Stand Herbst 2007). Etwa 20 Tavernen bzw. Restaurants und fünf traditionelle Kafenia ziehen vor allem an den Wochenenden auch zahlreiche Gäste aus Iraklio an.
Der Ort und die Umgebung bieten eine Reihe von sehenswerten Ausflugszielen für Kretabesucher:

### Archäologische Stätten

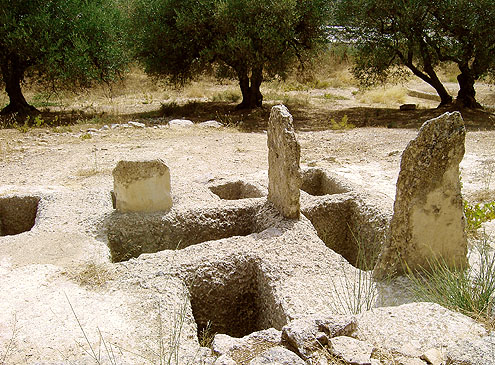
Mykenischer Grabbezirk Fourni

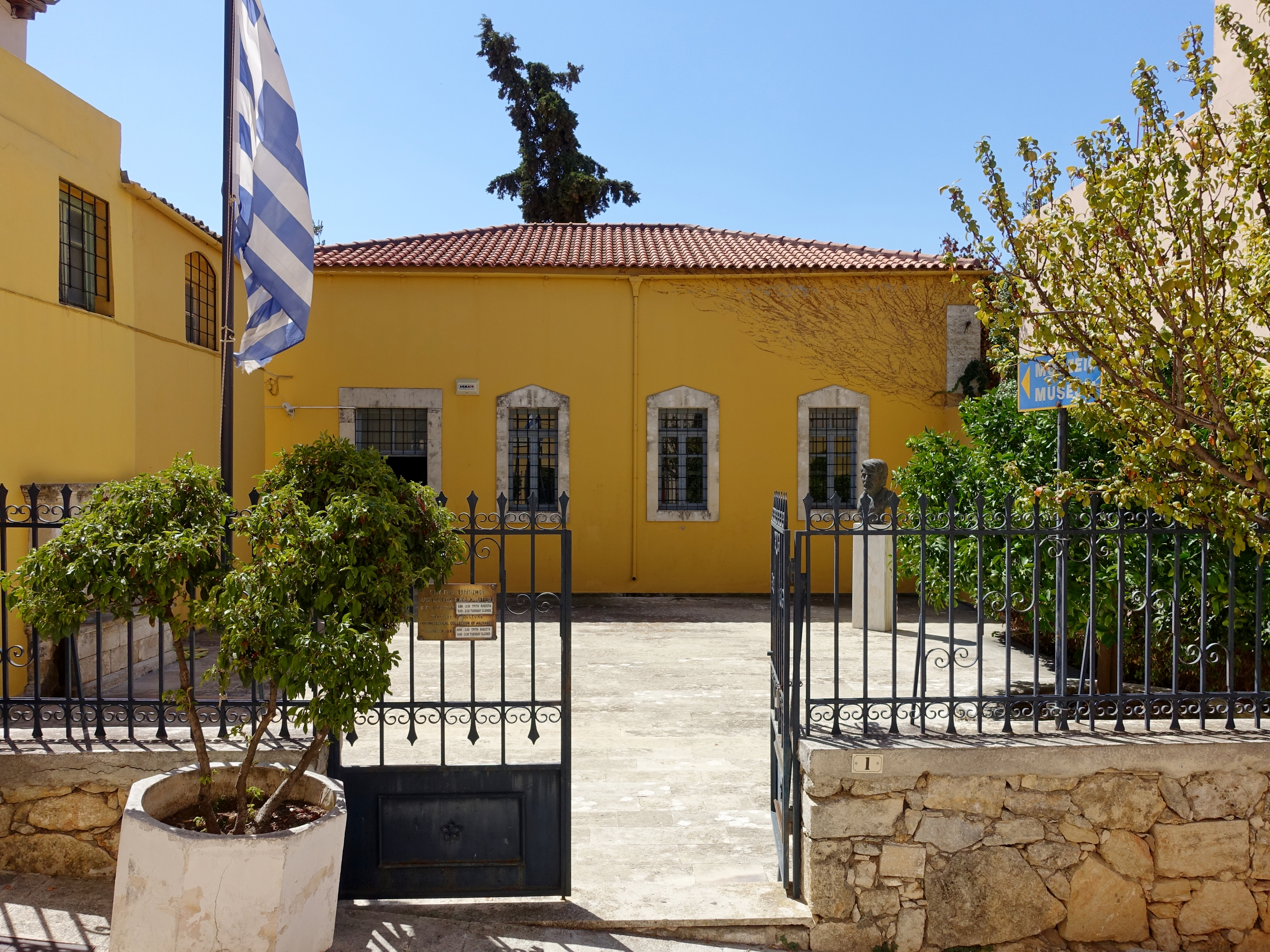
Archäologisches Museum

- Grabanlage (Fourni), eine Nekropole aus der Bronzezeit
- der minoische Tempel von Anemospilia, wo in minoischer Zeit ein Menschenopfer stattgefunden haben soll
- die Ausgrabung eines minoischen Palastes im Viertel Tourkogitonia
- die Villa in Vathypetro mit minoischer Öl- und Weinpresse kurz vor dem Dorf Vathypetro, in dem viele Archanioten Sommerhäuser unterhalten
- das minoische Gipfelheiligtum auf dem nördlichen Gipfel des Giouchtas
- das Archäologische Museum

### Volkskundemuseen
- vor Kato Archanes das Mousio Kritikis Istorias ke Paradosis, das Museum für Geschichte und Tradition Kretas (Psaltakis Museum) mit einer Freilichtausstellung und einer Abteilung über die deutsche Besatzung Kretas
- das Volkskundemuseum im Zentrum von Ano Archanes
- die Fabrika Eleni, eine um 1870 auf den Ruinen einer minoischen Wand gebaute „Fabrik“ mit einer alten Ölpresse, die von Pferden angetrieben wurde, heute ein Restaurant mit Ausstellungsraum, in dem einmal wöchentlich traditionelle kretische Musik gespielt wird

### Kirchen
- Agios Georgios aus dem 14. Jahrhundert im Zentrum von Archanes
- Kimisis Tis Theotokou („Maria Himmelfahrt“) oder einfach Panagia („Madonna“) genannt, am Ortseingang, erbaut etwa 1670, heute auch Ausstellungsraum für wertvolle Ikonen und Kirchenutensilien
- Agios Nikolaos, Kathedrale im Zentrum von Archanes, erbaut 1857

### Kapellen außerhalb des Ortes
- Michail Archangelos von 1315 im Ortsteil Asomatos
- Afendis Christos von 1443 auf dem Südgipfel des Giouchtas (Fußweg von Archanes etwa eine Stunde, auch über eine Schotterpiste mit Fahrzeug zu erreichen)

### In der Umgebung
- das Instrumentenmuseum und der Musical Workshop Labyrinth von Ross Daly im Ort Choudetsi im benachbarten Gemeindebezirk Nikos Kazantzakis
- das Kazantzakis-Museum in Myrthia (Gemeindebezirk Nikos Kazantzakis)
- das venezianische Aquädukt (1626–1628 erbaut) bei der Agia-Irini-Schlucht, über das das Wasser vom Berg Giouchtas zum Morosini-Brunnen in Iraklio geleitet wurde

## Bildung
Archanes verfügt über einen Kindergarten, zwei Ganztagsvorschulen, zwei Ganztagsgrundschulen, ein Gymnasium (Klasse 7–9) und zwei Lyzeen (Klasse 10–12).
2003 wurde in dem neoklassizistischen Gebäude der alten Grundschule am Ortseingang ein regionales Zentrum der Griechischen Offenen Universität von Kreta (P.E.K.-EAP.) eröffnet. Die Offene Universität bietet in Fernstudien- und Präsenzphasen Diplom- und Aufbaustudiengänge an, deren Abschlüsse gleichwertig zu denen der anderen griechischen Universitäten sind. Im selben Gebäude befindet sich seit 2005 auch eine Hochschule für pädagogische und technische Ausbildungen. Außerdem ist dort das Zentrum für Umweltbildung Archanes untergebracht, das Lehrern und Schulklassen Angebote zu Umweltverschmutzung und Biodiversität, zu Tourismus und Umwelt und zum Thema „Warum verschwinden die Greifvögel?“ macht.

## Persönlichkeiten

### Söhne und Töchter der Stadt

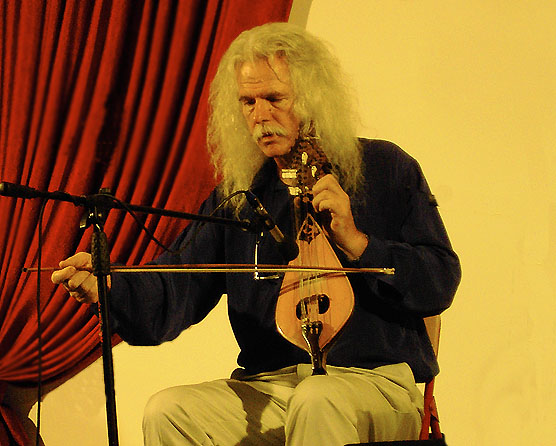
Ross-Daly-Konzert in Archanes September 2007

Der griechische EU-Abgeordnete Stavros Arnaoutakis (PASOK) stammt aus Archanes und unterhält dort sein Wahlbüro. Von 1991 bis 2004 war er Bürgermeister von Archanes.

### Persönlichkeiten, die vor Ort gewirkt haben
Das Archäologen-Ehepaar Efi und Giannis Sakellarakis haben in der Gegend von Archanes einige bedeutende Ausgrabungen geleitet (Nekropole Fourni, minoischer Tempel Anemospilia, Palast in Archanes) und leben zeitweise dort.
In Archanes lebt auch der Musiker Ross Daly, irischer Abstammung, in England geboren und seit 1975 auf Kreta ansässig. Er ist einer der bekanntesten kretischen Musiker, spielt eine Vielzahl von Instrumenten und arbeitet auf Tourneen und im Musical Workshop Labyrinth in Choudetsi, in der Nähe von Archanes, mit Künstlern aus der ganzen Welt zusammen, um neue Wege in traditionellen Musikformen zu finden. In Choudetsi hat Daly ein Instrumentenmuseum eingerichtet.
Der Bildhauer Manolis Tsompanakis, der u. a. die Skulpturen an der Kreuzung der Kreipe-Entführung und vor dem Nikos-Kazantzakis-Museum in Myrtia geschaffen hat, hat sein Atelier in Archanes.